# Ghare Omar
Ghare Omar – wieś w Iranie, w ostanie Azerbejdżan Zachodni, w szahrestanie Takab. W 2006 roku liczyła 406 mieszkańców.